# Scabiosa alpestris
Scabiosa alpestris là một loài thực vật có hoa trong họ Kim ngân. Loài này được Kar. & Kir. miêu tả khoa học đầu tiên năm 1842.